# Длуголенка (Лодзинське воєводство)
Длуголенка (пол. Długołęka) — село в Польщі, у гміні Стшельці Кутновського повіту Лодзинського воєводства.
Населення — 329 осіб (2011).
У 1975-1998 роках село належало до Плоцького воєводства.

## Демографія
Демографічна структура станом на 31 березня 2011 року:
|          | Загалом | Допрацездатний вік | Працездатний вік | Постпрацездатний вік |
| -------- | ------- | ------------------ | ---------------- | -------------------- |
| Чоловіки | 167     | 34                 | 111              | 22                   |
| Жінки    | 162     | 23                 | 98               | 41                   |
| Разом    | 329     | 57                 | 209              | 63                   |